# Pływanie na Mistrzostwach Świata w Pływaniu 2013 – 4 × 200 m stylem dowolnym kobiet
4 x 200 m stylem dowolnym kobiet – jedna z konkurencji rozgrywanych podczas Mistrzostw Świata w Pływaniu 2013. Eliminacje i finał odbyły się 1 sierpnia w Palau Sant Jordi w Barcelonie.
Złoty medal zdobyła reprezentacja Stanów Zjednoczonych. Srebro wywalczyła sztafeta australijska. Trzecia była reprezentacja Francji. Medale otrzymały zawodniczki startujące zarówno w finale jak i w eliminacjach.

## Rekordy
Przed zawodami rekordy świata i mistrzostw wyglądały następująco:
| Rekord                   | Reprezentacja                                                                                   | Czas    | Miejsce | Data          |
| ------------------------ | ----------------------------------------------------------------------------------------------- | ------- | ------- | ------------- |
| Rekord świata            | Chiny · Yang Yu (1:55,47) · Zhu Qianwei (1:55,79) · Liu Jing (1:56,09) · Pang Jiaying (1:54,73) | 7:42,08 | Rzym    | 30 lipca 2009 |
| Rekord mistrzostw świata | Chiny · Yang Yu (1:55,47) · Zhu Qianwei (1:55,79) · Liu Jing (1:56,09) · Pang Jiaying (1:54,73) | 7:42,08 | Rzym    | 30 lipca 2009 |

## Wyniki

### Eliminacje
Eliminacje odbyły się 1 sierpnia o 11:15.
| Miejsce | Wyścig | Tor | Zawodniczka                                                                                                  | Państwo           | Czas    | Uwagi |
| ------- | ------ | --- | --- | ----------------- | ------- | ----- |
| 1.      | 1      | 3   | Ye Shiwen (1:57,43) Shao Yiwen (1:57,69) Guo Junjun (1:58,26) Zhang Wenqing (1:59,12)                        | Chiny             | 7:52,50 | Q     |
| 2.      | 1      | 4   | Brittany Elmslie (1:57,70) Emma McKeon (1:58,24) Ami Matsuo (1:58,61) Alicia Coutts (1:58,14)                | Australia         | 7:52,69 | Q     |
| 3.      | 2      | 4   | Chelsea Chenault (1:58,95) Karlee Bispo (1:57,74) Madeline DiRado (1:58,48) Jordan Mattern (1:57,86)         | Stany Zjednoczone | 7:53,03 | Q     |
| 4.      | 2      | 2   | Melanie Costa (1:57,90) Patricia Castro (1:59,27) Beatriz Gómez Cortés (1:59,25) Mireia Belmonte (1:58,48)   | Hiszpania         | 7:54,90 | Q     |
| 5.      | 2      | 5   | Charlotte Bonnet (1:58,31) Mylène Lazare (1:59,81) Isabelle Mabboux (2:01,14) Coralie Balmy (1:57,12)        | Francja           | 7:56,38 | Q     |
| 6.      | 1      | 5   | Samantha Cheverton (1:58,95) Barbara Jardin (1:58,43) Brittany MacLean (1:58,82) Savannah King (2:00,44)     | Kanada            | 7:56,64 | Q     |
| 7.      | 2      | 6   | Chihiro Igarashi (1:58,55) Haruka Ueda (1:59,56) Yasuko Miyamoto (1:59,06) Aya Takano (1:59,69)              | Japonia           | 7:56,98 | Q     |
| 8.      | 2      | 3   | Alice Mizzau (1:58,93) Martina de Memme (1:59,04) Diletta Carli (2:00,49) Federica Pellegrini (1:58,95)      | Włochy            | 7:57,41 | Q     |
| 9.      | 1      | 6   | Viktoriya Andreyeva (1:58,40) Wieronika Popowa (1:58,38) Marija Bakłakowa (2:00,38) Ksenia Yuskova (2:01,96) | Rosja             | 7:59,12 |       |
| 10.     | 2      | 7   | Jéssica Cavalheiro (2:02,72) Manuella Lyrio (2:00,64) Larissa Oliveira (2:02,94) Carolina Bilich (2:03,17)   | Brazylia          | 8:09,47 |       |
| 11.     | 1      | 7   | Liliana Ibáñez (2:01,45) Fernanda González (2:04,42) Rita Medrano (2:04,26) Susana Escobar (2:01,43)         | Meksyk            | 8:11,56 | NR    |
| 12.     | 1      | 2   | Quah Ting Wen (2:02,70) Lynette Lim (2:03,22) Amanda Lim (2:04,59) Mylene Ong (2:05,40)                      | Singapur          | 8:15,91 |       |
| 13.     | 2      | 1   | Park Jin-young (2:08,20) Hwang Seo-jin (2:08,80) An Se-hyeon (2:09,16) Han Na-kyeong (2:06,82)               | Korea Południowa  | 8:32,98 |       |

Legenda: NR – rekord kraju

### Finał
Finał odbył się 1 sierpnia o 19:40.
| Miejsce | Tor | Zawodniczka                                                                                                | Państwo           | Czas    | Uwagi |
| ------- | --- | --- | ----------------- | ------- | ----- |
| 1 !     | 3   | Katie Ledecky (1:56,32) Shannon Vreeland (1:56,97) Karlee Bispo (1:57,58) Missy Franklin (1:54,27)         | Stany Zjednoczone | 7:45,14 |       |
| 2 !     | 5   | Bronte Barratt (1:57,04) Kylie Palmer (1:56,29) Brittany Elmslie (1:56,42) Alicia Coutts (1:57,33)         | Australia         | 7:47,08 |       |
| 3 !     | 2   | Camille Muffat (1:56,45) Charlotte Bonnet (1:56,81) Mylène Lazare (1:59,15) Coralie Balmy (1:56,02)        | Francja           | 7:48,43 |       |
| 4.      | 4   | Ye Shiwen (1:57,17) Shao Yiwen (1:57,54) Guo Junjun (1:58,02) Qiu Yuhan (1:57,06)                          | Chiny             | 7:49,79 |       |
| 5.      | 6   | Melanie Costa (1:56,50) Patricia Castro (1:59,06) Mireia Belmonte (1:58,56) Beatriz Gómez Cortés (1:59,08) | Hiszpania         | 7:53,20 | NR    |
| 6.      | 7   | Samantha Cheverton (1:59,23) Barbara Jardin (1:58,19) Brittany MacLean (1:58,03) Savannah King (2:00,03)   | Kanada            | 7:55,48 |       |
| 7.      | 8   | Alice Mizzau (1:59,84) Martina de Memme (1:58,60) Diletta Carli (2:00,74) Federica Pellegrini (1:58,73)    | Włochy            | 7:57,91 |       |
| 8.      | 1   | Chihiro Igarashi (1:58,41) Haruka Ueda (1:59,55) Yasuko Miyamoto (1:59,81) Aya Takano (2:00,38)            | Japonia           | 7:58,15 |       |

Legenda: NR - rekord kraju